# Selenkay
Selenkay è una serie televisiva argentina. Vede come protagonista Gina Mastronicola, Manuel Ramos, Alejandro Paker, María Zubiri, Luisina Arito, Julián Caballero, Valentín Villafañe e Francisco Vázquez e ha debuttato su Disney Channel il 17 agosto 2024.

## Episodi
| Stagione       | Episodi | Prima TV Argentina | Pubblicazione Italia |
| -------------- | ------- | ------------------ | -------------------- |
| Prima stagione | 8       | 2024               | 2024                 |

## Personaggi e interpreti

### Personaggi principali
- Sofía Rivera, interpretata da Gina Mastronicola.
- Gael Fénix, interpretato da Manuel Ramos.
- Pedro Rivera, interpretato da Alejandro Paker.
- Iris Rivera, interpretata da María Zubiri.
- Flox Rivera, interpretata da Luisina Arito.
- Lupo Rivera, interpretato da Julián Caballero.
- Rafael Fénix, interpretato da Valentín Villafañe.
- Micael Fénix, interpretato da Francisco Vázquez.

## Distribuzione

### Data di uscita
La prima stagione di Selenkay è stata trasmessa in prima visione assoluta in Argentina su Disney Channel dal 17 agosto 2024.
Al di fuori dell'Argentina è stata interamente distribuita sul servizio di streaming on demand Disney+ il 21 agosto 2024.